# Eduardo Graciano
Pour les articles homonymes, voir Graciano.
Eduardo Graciano Sánchez, né le 13 mars 1967, est un coureur cycliste mexicain.

## Palmarès sur route
- 1991
  - 8e et 11e étapes du Tour du Mexique
- 1993
  - 4e étape du Tour du Mexique
- 1999
  - 1re étape du Tour du Mexique
- 2000
  -  Champion du Mexique du contre-la-montre
  - 1re étape du Tour du Táchira
- 2002
  -  Champion du Mexique du contre-la-montre
- 2003
  -  Champion du Mexique du contre-la-montre

## Palmarès sur piste

### Jeux d'Amérique et de la Caraïbe
- 1990
  -  Médaillé d'or de la poursuite individuelle
  -  Médaillé d'or de la poursuite par équipes (avec Jesús Vázquez, Francisco Prado et Edgar García)
  -  Médaillé de bronze du kilomètre